# Mons (Alto Garona)
Mons (em occitano:  Monts) é uma comuna francesa na região administrativa da Occitânia, no departamento do Alto Garona. Estende-se por uma área de 7.32 km², com 1.774 habitantes, segundo o censo de 2018, com uma densidade de 240 hab/km².